# Alexandra Cooper

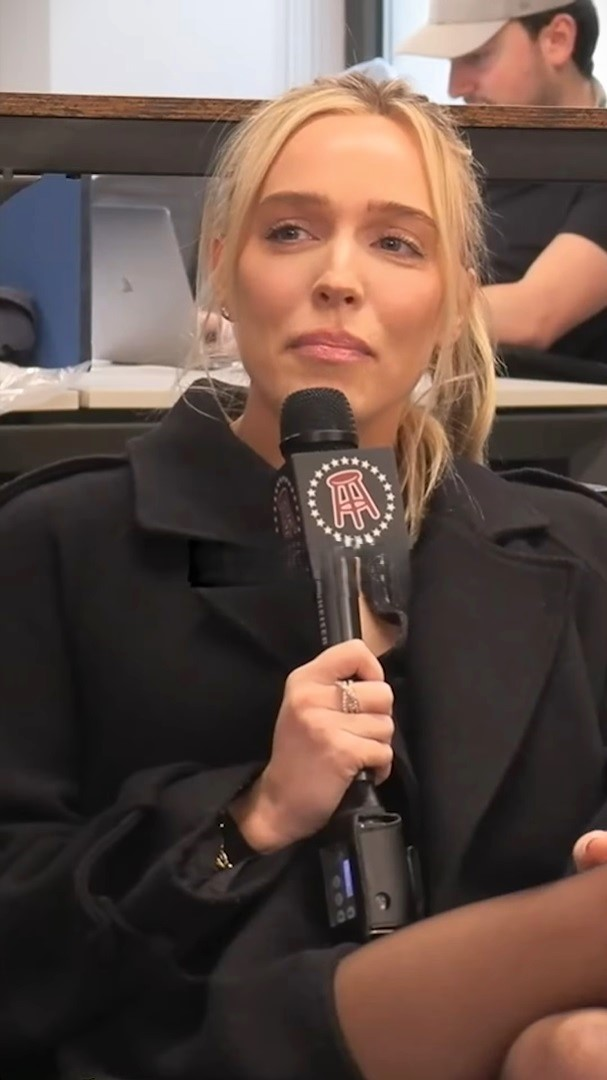
Alex Cooper (2023)

Alexandra Cooper (* 21. August 1994) ist eine amerikanische Podcasterin. Sie ist Mitbegründerin und derzeitige Moderatorin des wöchentlichen Comedy- und Ratgeber-Podcast Call Her Daddy auf Spotify. 2021 wurde sie vom Time Magazine als „die wohl erfolgreichste Frau im podcasting“ bezeichnet. Mit einem Umsatz von 20 Millionen US-Dollar pro Jahr ist sie die am besten verdienende Podcasterin und nach Joe Rogan der am zweitbesten verdienende Podcaster auf der Plattform. Die Show ist ebenfalls der zweitbeliebteste Podcast 2022 auf Spotify weltweit, nach jener von Rogan.
Rolling Stone bezeichnete sie als „Gen-Z’s Barbara Walters“, da sie häufig prominente Hollywood-Talente oder Persönlichkeiten der amerikanischen Popkultur als Gäste vorstellt. Im Jahr 2023 wurde Cooper in die Liste der Time 100 Next aufgenommen.

## Früheres Leben und Bildung
Cooper ist die jüngste von drei Geschwistern. Ihr Vater war TV-Sportproduzent und ihre Mutter Psychologin. Sie besuchte die Pennington School in Mercer County, New Jersey und schrieb sich an der Boston University für Film- und Fernsehenwissenschaften ein, währenddessen spielte sie in der D1 Fußballmannschaft der Schule. Ihren Abschluss absolvierte sie 2017 am College of Communication.

## Karriere

### Barstool Sports (2017–2021)
Nach dem College zog sie nach New York City und arbeitete dort im Werbevertrieb. Im Jahr 2018 gründeten Cooper und ihre Mitbewohnerin Sofia Franklyn den Podcast Call Her Daddy. Einen Monat nach der ersten Folge wurde der Podcast von der Blog-Website Barstool Sports übernommen. Die Popularität des Podcasts stieg, außerdem wuchs die Zahl der Downloads innerhalb von zwei Monaten von 12.000 auf 2 Millionen.

### Spotify (2021–heute)
Im Jahr 2021 unterzeichnete sie einen Vertrag über drei Jahre mit Spotify in Höhe von 60 Millionen US-Dollar. Beatriz Serrano schrieb, Alexandra hätte sich ohne Sofia für Call Her Daddy entschieden, wobei die zweite Stimme immer von einem Gast gestellt werden soll.
Cooper trug 2023 mit ihrem Podcast erheblich, durch die erhöhte Nutzung des Dienstes von jüngerer Frauen, dazu bei, dass die monatlichen aktiven Nutzerzahlen sowie der Umsatz der Streamingplattform um 27 % bzw. 11 % stiegen. Die Gastauftritte in Coopers Show führten zudem zu einem Anstieg von Streams bei Top-Creatoren wie zum Beispiel Madison Beer, John Legend oder John Mayer. Weitere Gäste in ihrer Show waren unter anderem Miley Cyrus, Jack Harlow, Gwyneth Paltrow, Reneé Rapp oder auch Mia Khalifa.
Im September 2023 gründete sie The Unwell Network, ein Podcast-Netzwerk, welches mit der Spotify-Unternehmensplattform Megaphone zusammenarbeitet, um beliebte Podcasts zu hosten und zu verbreiten, dafür verpflichtete sie auch Alix Earle für den Podcast Hot Mess with Alix Earle und Madeline Argy für den Podcast Pretty Lonesome with Madeline Argy.

## Privatleben
Cooper ist seit 2024 mit dem Produzenten Matthew Kaplan verheiratet.